# Сідней (Монтана)
Сідней (англ. Sidney) — місто (англ. city) в США, в окрузі Ричленд штату Монтана. Населення — 6346 осіб (2020).

## Географія
Сідней розташований за координатами 47°42′48″ пн. ш. 104°10′7″ зх. д. / 47.71333° пн. ш. 104.16861° зх. д. (47.713363, -104.168634).  За даними Бюро перепису населення США в 2010 році місто мало площу 6,93 км², з яких 6,89 км² — суходіл та 0,05 км² — водойми. В 2017 році площа становила 8,57 км², з яких 8,52 км² — суходіл та 0,05 км² — водойми.

### Клімат
| Клімат : Сідней                    | Клімат : Сідней | Клімат : Сідней | Клімат : Сідней | Клімат : Сідней | Клімат : Сідней | Клімат : Сідней | Клімат : Сідней | Клімат : Сідней | Клімат : Сідней | Клімат : Сідней | Клімат : Сідней | Клімат : Сідней | Клімат : Сідней |
| Показник                           | Січ.            | Лют.            | Бер.            | Квіт.           | Трав.           | Черв.           | Лип.            | Серп.           | Вер.            | Жовт.           | Лист.           | Груд.           | Рік             |
| Абсолютний максимум, °C            | 16,1            | 20,0            | 27,2            | 35,0            | 38,9            | 40,6            | 43,3            | 40,6            | 38,3            | 33,3            | 25,0            | 20,0            | 43,3            |
| Середній максимум, °C              | −4,2            | 0,6             | 7,6             | 16,1            | 22,6            | 27,0            | 30,2            | 29,9            | 23,3            | 15,7            | 4,4             | −2,2            | 14,3            |
| Середня температура, °C            | −10,2           | −5,6            | 0,6             | 7,9             | 14,4            | 19,1            | 21,8            | 21,3            | 15,0            | 8,3             | −1,3            | −7,9            | 7,0             |
| Середній мінімум, °C               | −16,3           | −11,8           | −6,3            | −0,2            | 6,3             | 11,2            | 13,4            | 12,6            | 6,7             | 0,9             | −7              | −13,6           | −0,3            |
| Абсолютний мінімум, °C             | −43,9           | −42,2           | −33,9           | −27,2           | −8,9            | −2,2            | 1,1             | −1,1            | −9,4            | −21,7           | −31,1           | −40             | −43,9           |
| Норма опадів, мм                   | 10              | 9               | 14              | 27              | 51              | 71              | 54              | 33              | 38              | 26              | 16              | 12              | 361             |
| ---------------------------------- | --------------- | --------------- | --------------- | --------------- | --------------- | --------------- | --------------- | --------------- | --------------- | --------------- | --------------- | --------------- | --------------- |
| Джерело: NOAA (normals, 1971–2000) |                 |                 |                 |                 |                 |                 |                 |                 |                 |                 |                 |                 |                 |

## Демографія
Згідно з переписом 2010 року, у місті мешкала 5191 особа в 2304 домогосподарствах у складі 1378 родин. Густота населення становила 749 осіб/км².  Було 2467 помешкань (356/км²).
Расовий склад населення:
| - 94,9 % — білих - 1,8 % — корінних американців - 0,4 % — азіатів - 0,1 % — чорних або афроамериканців |

До двох чи більше рас належало 2,2 %. Частка іспаномовних становила 3,4 % від усіх жителів.
За віковим діапазоном населення розподілялося таким чином: 23,3 % — особи молодші 18 років, 61,9 % — особи у віці 18—64 років, 14,8 % — особи у віці 65 років та старші. Медіана віку мешканця становила 39,3 року. На 100 осіб жіночої статі у місті припадало 102,6 чоловіків;  на 100 жінок у віці від 18 років та старших — 99,8 чоловіків також старших 18 років.
Середній дохід на одне домашнє господарство  становив 76 166 доларів США (медіана — 56 034), а середній дохід на одну сім'ю — 94 134 долари (медіана — 69 756). Медіана доходів становила 55 240 доларів для чоловіків та 30 198 доларів для жінок. За межею бідності перебувало 12,2 % осіб, у тому числі 21,1 % дітей у віці до 18 років та 10,8 % осіб у віці 65 років та старших.
Цивільне працевлаштоване населення становило 3284 особи. Основні галузі зайнятості: сільське господарство, лісництво, риболовля — 15,7 %, освіта, охорона здоров'я та соціальна допомога — 14,3 %, транспорт — 11,9 %, роздрібна торгівля — 11,2 %.